# パローレ
『パローレ』は2004年6月5日に公開された日本映画。当映画の題名は物語上の実質のヒロインである烏丸せつこと“くりぃむしちゅー”として相方の上田晋也と共に主演する有田哲平がカバーした挿入歌「あまい囁き」の原曲の歌詞中に、イタリア語の発音でパローレというフレーズがサビを中心に何度も出てくるインパクトから命名されている。

## あらすじ
中年男・山田と結婚相談所で出会った女・幸子は互いに惹かれながらも、一向に恋人らしい関係には進展せずにいた。そんな中、二人は幽霊たちが集まるクラブにたどり着く。そして幽霊の中でひときわセクシーに踊る男・フェデリコが幸子を引っ張り出し無理やり踊り始める。一方山田は血まみれの幽霊・石原と交流を深めてゆく。果たして人間と幽霊が入り混じった複雑な関係の行方は？

## キャスト
- 石原：上田晋也（くりぃむしちゅー）
- フェデリコ：有田哲平（くりぃむしちゅー）
- 山田：竹田高利（コント山口君と竹田君）
- 幸子：烏丸せつこ
- マリア：美咲レイラ
- 瞳：祝子優
- バーテン：ヘンリー
- 阿部：永田満弘
- アミ：布瀬礼子
- ユミ：優亞
- 綾香：大和田結衣
- 月：英玲奈
- 花：深谷愛
- 雪：平田弥里

## スタッフ
- 監督：前田哲
- 原案：Lee Zen-too
- 脚本：三浦有為子
- 音楽：吉岡聖治、グループ・チェポレ[3]
- 主題歌：小島真由美「面影」[3][4][5][6][7]
- 挿入歌：烏丸せつこ＆有田哲平「あまい囁き」・竹田高利＆ヘンリー「かわいそんな娘」[3][4]
- エンディング・テーマ：クレイジーケンバンド with 荒木一郎「いとしのマックス」[3][5]
- 企画・製作：横山和幸、新田博邦
- エグゼクティブプロデューサー：大平義之
- プロデューサー：亀田裕子、石田和義
- 撮影：山本英夫[1][2][3][4]
- 照明：宮尾康史[3]
- 美術：大藤邦康[1][2][3][4]
- 録音：阿部茂
- 録音助手：小池利幸、小清水建治[4]
- 編集：伊藤伸行[1][2][3][4]
- 助監督：久保朝洋、是安祐、間庭奈奈[2][4]
- 制作担当：田嶋啓次[3][4]
- 制作進行：松尾章人[3]濱﨑林太郎
- 衣裳（スタイリスト）：長町佳奈子[3][4]
- 衣裳助手：荒木里江[4]
- ヘアメイク：宮崎智子
- ヘアメイク助手：砂川由加里
- スチール：西村彩子[3]
- ネガ編集：福井康人[4]
- 企画会社：ミューズ・プランニング[1][2]
- 製作会社：ケイズ・ピクチャーズ[1][2][3][4]
- 製作協力：フォワード・グループ[3][4]
- 配給：K＆M[1][2][3][4]

## エピソード
- くりぃむしちゅーの二人が笑っていいとも!のテレフォンショッキングに出演して映画を宣伝したところ、エンディングでさまぁ〜ずの三村に「もうこれわかったよ!行かねぇから!」とつっこまれてしまった。ちなみに有田はこの時プチ自慢カーニバルのコーナーにも出演し、高田延彦と長州力の物まねを披露している。
- 基本的にギャグのないラブストーリーで、上田、有田ともに真面目に演じながらも、双方とも大味過ぎる演技力を露呈してしまっており、公開直後からくりぃむしちゅーの二人にとっての「黒歴史」として、バラエティ番組で盛んにイジられた。